# Allium ledebourianum
Allium ledebourianum — вид рослин з родини амарилісових (Amaryllidaceae); поширений у Казахстані, Монголії, Китаї та Росії.

## Опис
Цибулини скупчені, вузько-яйцювато-циліндричні, діаметром 0.8–2 см; оболонка від сірувато-фіолетової до сірувато-чорної. Листків 1 або 2, коротші від стеблини, 5–7(10) мм завширшки, круглі в розрізі. Стеблина 70–80(100) см, кругла в розрізі, вкрита листовими піхвами на 1/3–1/2 довжини. Зонтик півсферичний, густо багатоквітковий. Оцвітина блідо-пурпурова; сегменти від яйцювато-ланцетних до ланцетних, 6–8(10) × 1.5–2 мм, внутрішні з пурпуровою серединкою, іноді трохи довші зовнішніх, верхівка гостра, коротко загострена. Період цвітіння й плодоношення: червень — вересень. 2n = 16.

## Поширення
Поширення: Казахстан, Монголія, Китай — Хейлунцзян, Цзілінь, Ляонін, Внутрішня Монголія, Сіньцзян, Росія — південний Сибір і Далекий Схід.
Населяє гори, вологі луки, береги річок, гравійні та піщані місця; 100–1800 м